# گرفتار (فیلم ۱۹۹۳)
گرفتار (به انگلیسی: Entangled) فیلمی محصول سال ۱۹۹۳ و به کارگردانی مکس فیشر است. در این فیلم بازیگرانی همچون جاد نلسن، پیرس برازنان، روی دوپویس و ژاک ارلن ایفای نقش کرده‌اند.